# Montreuil-sur-Loir
Pour les articles homonymes, voir Montreuil.
Montreuil-sur-Loir est une commune française située dans le département de Maine-et-Loire, en région Pays de la Loire.

## Géographie

### Localisation
Commune angevine du Baugeois, Montreuil-sur-Loir se situe au nord-est de l'agglomération d'Angers et au nord-ouest de Seiches-sur-le-Loir, sur la route D 74, Tiercé - Seiches-sur-le-Loir.
Son territoire se trouve dans la zone des basses vallées angevines. La rivière le Loir délimite les parties est et sud de la commune.
| Rives-du-Loir-en-Anjou | Tiercé              | Seiches-sur-le-Loir |
| Rives-du-Loir-en-Anjou | Montreuil-sur-Loir  | Seiches-sur-le-Loir |
| Rives-du-Loir-en-Anjou | Seiches-sur-le-Loir | Seiches-sur-le-Loir |

### Climat
Le climat qui caractérise la commune est qualifié, en 2010, de « climat océanique altéré », selon la typologie des climats de la France qui compte alors huit grands types de climats en métropole. En 2020, la commune ressort du même type de climat dans la classification établie par Météo-France, qui ne compte désormais, en première approche, que cinq grands types de climats en métropole. Il s’agit d’une zone de transition entre le climat océanique, le climat de montagne et le climat semi-continental. Les écarts de température entre hiver et été augmentent avec l'éloignement de la mer. La pluviométrie est plus faible qu'en bord de mer, sauf aux abords des reliefs.
Les paramètres climatiques qui ont permis d’établir la typologie de 2010 comportent six variables pour les températures et huit pour les précipitations, dont les valeurs correspondent à la normale 1971-2000. Les sept principales variables caractérisant la commune sont présentées dans l'encadré ci-après.
| Paramètres climatiques communaux sur la période 1971-2000 - Moyenne annuelle de température : 12 °C - Nombre de jours avec une température inférieure à −5 °C : 2,1 j - Nombre de jours avec une température supérieure à 30 °C : 4,7 j - Amplitude thermique annuelle : 14,2 °C - Cumuls annuels de précipitation : 653 mm - Nombre de jours de précipitation en janvier : 11,5 j - Nombre de jours de précipitation en juillet : 5,9 j |

Avec le changement climatique, ces variables ont évolué. Une étude réalisée en 2014 par la Direction générale de l'Énergie et du Climat complétée par des études régionales prévoit en effet que la  température moyenne devrait croître et la pluviométrie moyenne baisser, avec toutefois de fortes variations régionales. La station météorologique de Météo-France installée sur la commune et en service de 1978 à 2019 permet de connaître l'évolution des indicateurs météorologiques. Le tableau détaillé pour la période 1981-2010 est présenté ci-après.
| Mois                                  | jan.            | fév.           | mars           | avril         | mai             | juin          | jui.           | août           | sep.           | oct.            | nov.          | déc.             | année     |
| ------------------------------------- | --------------- | -------------- | -------------- | ------------- | --------------- | ------------- | -------------- | -------------- | -------------- | --------------- | ------------- | ---------------- | --------- |
| Température minimale moyenne (°C)     | 2               | 1,6            | 3,5            | 5             | 8,8             | 11,6          | 13,4           | 13,1           | 10,4           | 8,2             | 4,4           | 2,3              | 7,1       |
| Température moyenne (°C)              | 5,2             | 5,6            | 8,3            | 10,4          | 14,3            | 17,5          | 19,5           | 19,3           | 16,3           | 12,8            | 8,1           | 5,5              | 11,9      |
| Température maximale moyenne (°C)     | 8,4             | 9,6            | 13             | 15,9          | 19,8            | 23,4          | 25,7           | 25,6           | 22,2           | 17,4            | 11,8          | 8,7              | 16,8      |
| Record de froid (°C) date du record   | −19 17.01.1987  | −14 25.02.1986 | −11,5 01.03.05 | −4,1 11.04.03 | −1,5 05.05.1979 | 1,9 01.06.06  | 5,1 02.07.1979 | 4,5 29.08.1989 | 1,1 28.09.1990 | −4,5 30.10.1997 | −9 23.11.1993 | −11,5 30.12.1996 | −19 1987  |
| Record de chaleur (°C) date du record | 16,6 13.01.1993 | 22,3 27.02.19  | 24,7 19.03.05  | 29,6 30.04.05 | 32,4 28.05.17   | 38,8 29.06.19 | 40,3 23.07.19  | 39,5 10.08.03  | 33,2 06.09.06  | 30,4 02.10.11   | 22,1 07.11.15 | 18,2 16.12.1989  | 40,3 2019 |
| Précipitations (mm)                   | 68              | 53,8           | 52,9           | 56,2          | 59,5            | 42,6          | 53,2           | 47,8           | 58,6           | 73,6            | 67,2          | 73               | 706,4     |

## Urbanisme

### Typologie
Au 1er janvier 2024, Montreuil-sur-Loir est catégorisée commune rurale à habitat dispersé, selon la nouvelle grille communale de densité à sept niveaux définie par l'Insee en 2022.
Elle est située hors unité urbaine. Par ailleurs la commune fait partie de l'aire d'attraction d'Angers, dont elle est une commune de la couronne,. Cette aire, qui regroupe 81 communes, est catégorisée dans les aires de 200 000 à moins de 700 000 habitants,.

### Occupation des sols
L'occupation des sols de la commune, telle qu'elle ressort de la base de données européenne d’occupation biophysique des sols Corine Land Cover (CLC), est marquée par l'importance des territoires agricoles (57,1 % en 2018), en diminution par rapport à 1990 (67,4 %). La répartition détaillée en 2018 est la suivante : 
forêts (31 %), terres arables (25,9 %), zones agricoles hétérogènes (17,4 %), prairies (13,8 %), mines, décharges et chantiers (6,9 %), zones urbanisées (2,9 %), eaux continentales (2,1 %). L'évolution de l’occupation des sols de la commune et de ses infrastructures peut être observée sur les différentes représentations cartographiques du territoire : la carte de Cassini (XVIIIe siècle), la carte d'état-major (1820-1866) et les cartes ou photos aériennes de l'IGN pour la période actuelle (1950 à aujourd'hui).

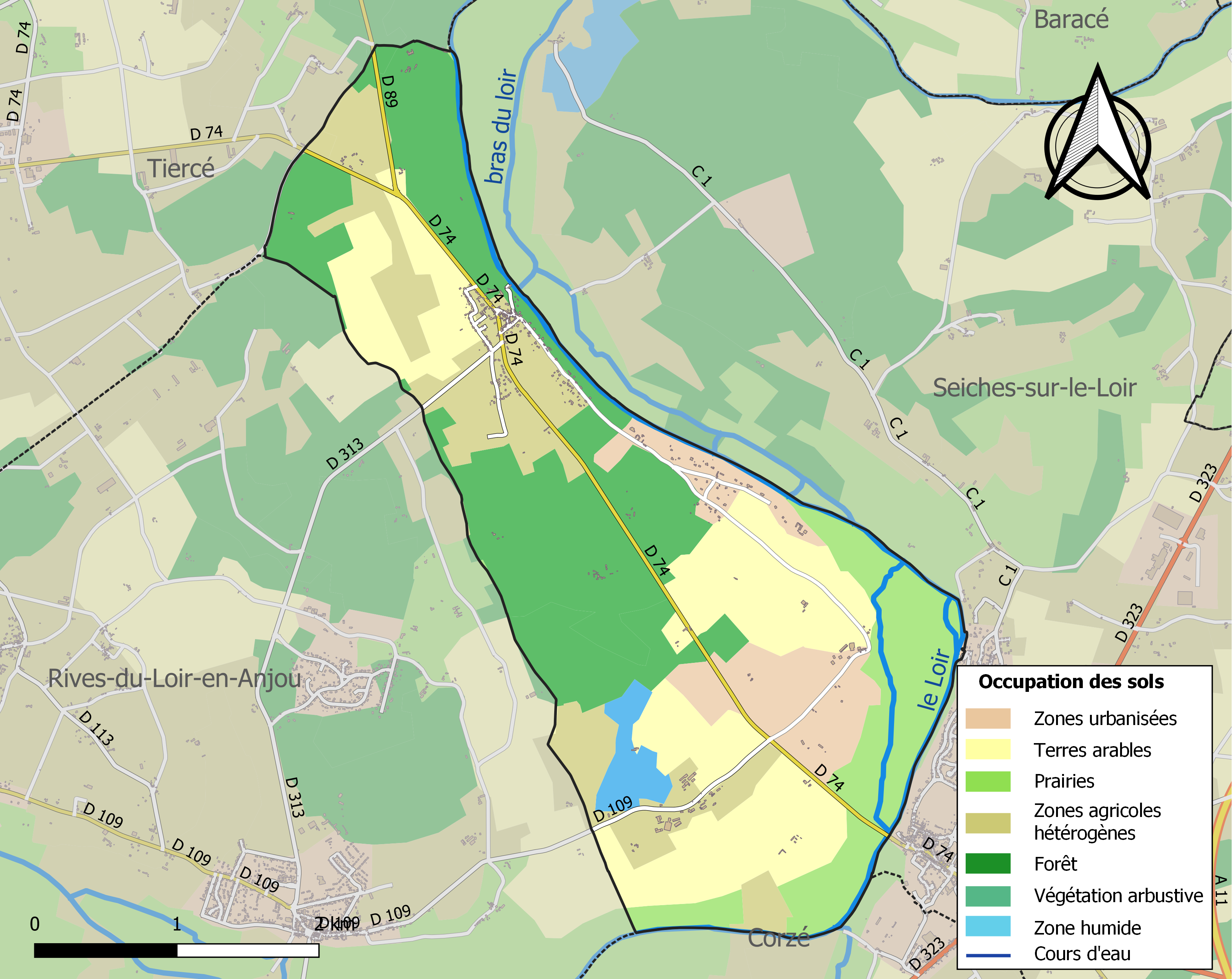
Carte des infrastructures et de l'occupation des sols de la commune en 2018 (CLC).

## Toponymie
Monsterolum Chuchu en 1255, Monstereu sur le Leyr en 1312.

## Histoire
Lors de la guerre 1939-1945, le centre des Trinottières à Montreuil-sur-Loir est un orphelinat destiné à accueillir des enfants d'Alsace-Lorraine. Il devient ensuite une ferme expérimentale de la Chambre d'Agriculture de Maine-et-Loire et centre de formation agricole.

## Politique et administration

### Administration municipale
| Période                                  | Période                   | Identité                 | Étiquette | Qualité |
| ---------------------------------------- | ------------------------- | ------------------------ | --------- | --- |
| 1793                                     |                           | Thouinault               |           | |
| 1798                                     | 1844 (décès)              | Guillaume Daillière      |           | |
| 1844                                     |                           | Guillaume Daillière fils |           | |
| 1867                                     |                           | Pierre Langevin          |           | |
| 1878                                     |                           | Léon Bourcier            |           | |
| 1881                                     |                           | Desmé de Lisle           |           | |
| 1888                                     |                           | Julien Cointreau         |           | |
| 1892                                     |                           | Georges Bourcier         |           | |
| 1908                                     |                           | Pierre Renou fils        |           | |
| 1929                                     |                           | Louis Cointreau          |           | |
| 1935                                     | 1961 (décès)              | Paul Bailliou            |           | |
| 1961                                     |                           | Pierre Cointreau         |           | Président de la société Cointreau, maire honoraire Président de la CCI d'Angers                              |
| mars 1989                                | mars 2014                 | Jean-Claude Chupin       | PS        | Cadre administratif retraité Député de Maine-et-Loire (1986 → 1988) Président de la CC du Loir (2008 → 2014) |
| mars 2014                                | En cours (au 27 mai 2020) | Philippe Cardot,         |           | Chef d'entreprise Réélu pour le mandat 2020-2026                                                             |
| Les données manquantes sont à compléter. |                           |                          |           | |

### Intercommunalité
La commune est membre de la communauté de communes Anjou Loir et Sarthe, après disparition de la communauté de communes du Loir, elle-même membre du syndicat mixte Pays Loire-Angers.

## Population et société

### Démographie

#### Évolution démographique
L'évolution du nombre d'habitants est connue à travers les recensements de la population effectués dans la commune depuis 1793. Pour les communes de moins de 10 000 habitants, une enquête de recensement portant sur toute la population est réalisée tous les cinq ans, les populations de référence des années intermédiaires étant quant à elles estimées par interpolation ou extrapolation. Pour la commune, le premier recensement exhaustif entrant dans le cadre du nouveau dispositif a été réalisé en 2006.

En 2022, la commune comptait 565 habitants, en évolution de −0,88 % par rapport à 2016 (Maine-et-Loire : +2,12 %, France hors Mayotte : +2,11 %).
| 1793 | 1800 | 1806 | 1821 | 1831 | 1836 | 1841 | 1846 | 1851 |
| ---- | ---- | ---- | ---- | ---- | ---- | ---- | ---- | ---- |
| 820  | 318  | 396  | 438  | 446  | 427  | 437  | 420  | 421  |

| 1856 | 1861 | 1866 | 1872 | 1876 | 1881 | 1886 | 1891 | 1896 |
| ---- | ---- | ---- | ---- | ---- | ---- | ---- | ---- | ---- |
| 427  | 403  | 392  | 386  | 364  | 390  | 374  | 345  | 290  |

| 1901 | 1906 | 1911 | 1921 | 1926 | 1931 | 1936 | 1946 | 1954 |
| ---- | ---- | ---- | ---- | ---- | ---- | ---- | ---- | ---- |
| 306  | 310  | 310  | 282  | 318  | 326  | 322  | 331  | 345  |

| 1962 | 1968 | 1975 | 1982 | 1990 | 1999 | 2006 | 2011 | 2016 |
| ---- | ---- | ---- | ---- | ---- | ---- | ---- | ---- | ---- |
| 259  | 233  | 183  | 262  | 294  | 299  | 450  | 502  | 570  |

| 2021 | 2022 | - | - | - | - | - | - | - |
| ---- | ---- | - | - | - | - | - | - | - |
| 573  | 565  | - | - | - | - | - | - | - |

#### Pyramide des âges
La population de la commune est relativement jeune.
En 2018, le taux de personnes d'un âge inférieur à 30 ans s'élève à 39,3 %, soit au-dessus de la moyenne départementale (37,2 %). À l'inverse, le taux de personnes d'âge supérieur à 60 ans est de 18,4 % la même année, alors qu'il est de 25,6 % au niveau départemental.
En 2018, la commune compte 292 hommes pour 286 femmes, soit un taux de 50,52 % d'hommes, légèrement supérieur au taux départemental (48,63 %).
Les pyramides des âges de la commune et du département s'établissent comme suit.
| Hommes | Classe d’âge | Femmes |
| ------ | ------------ | ------ |
| 0,0    | 90 ou +      | 0,3    |
| 2,4    | 75-89 ans    | 4,6    |
| 15,5   | 60-74 ans    | 14,0   |
| 19,0   | 45-59 ans    | 20,1   |
| 23,7   | 30-44 ans    | 21,7   |
| 15,0   | 15-29 ans    | 17,0   |
| 24,5   | 0-14 ans     | 22,2   |

| Hommes | Classe d’âge | Femmes |
| ------ | ------------ | ------ |
| 0,9    | 90 ou +      | 2,1    |
| 7      | 75-89 ans    | 9,5    |
| 16,2   | 60-74 ans    | 16,9   |
| 19,4   | 45-59 ans    | 18,7   |
| 18,2   | 30-44 ans    | 17,5   |
| 18,8   | 15-29 ans    | 17,6   |
| 19,5   | 0-14 ans     | 17,6   |

### Vie locale
Installations : la commune dispose d'un terrain de sports, d'une salle communale, d'une bibliothèque, d'une église orthodoxe, d'une église catholique, d'un cimetière ainsi que d'un distributeur de pain. La commune possède également un bac sur le Loir.

### Manifestations
La commune organise chaque année une fête communale début juillet, une fête des voisins en juin ainsi qu'un ball-trap le premier week-end de septembre.
Montreuil-sur-Loir a accueilli le 21 septembre 2012 une partie du festival culturel de plein air, Fabul'eau, organisé par la communauté de communes du Loir. Le festival Fabul'eau a lieu tous les ans en septembre dans 3 des 13 communes de la communauté de communes du Loir.

## Économie
Sur 28 établissements présents sur la commune à fin 2010, 21 % relèvent du secteur de l'agriculture (pour une moyenne de 17 % sur le département), 7 % du secteur de l'industrie, 32 % du secteur de la construction, 25 % de celui du commerce et des services et 14 % du secteur de l'administration et de la santé. Cinq ans plus tard, en 2015, sur les 41 établissements présents, 17 % relèvent du secteur de l'agriculture (pour une moyenne de 11 % sur le département), 2 % du secteur de l'industrie, 32 % de celui de la construction, 39 % du secteur du commerce et des services et 10 % de celui de l'administration et de la santé.

## Culture locale et patrimoine

### Lieux et monuments
- L'église des Trinottières ;

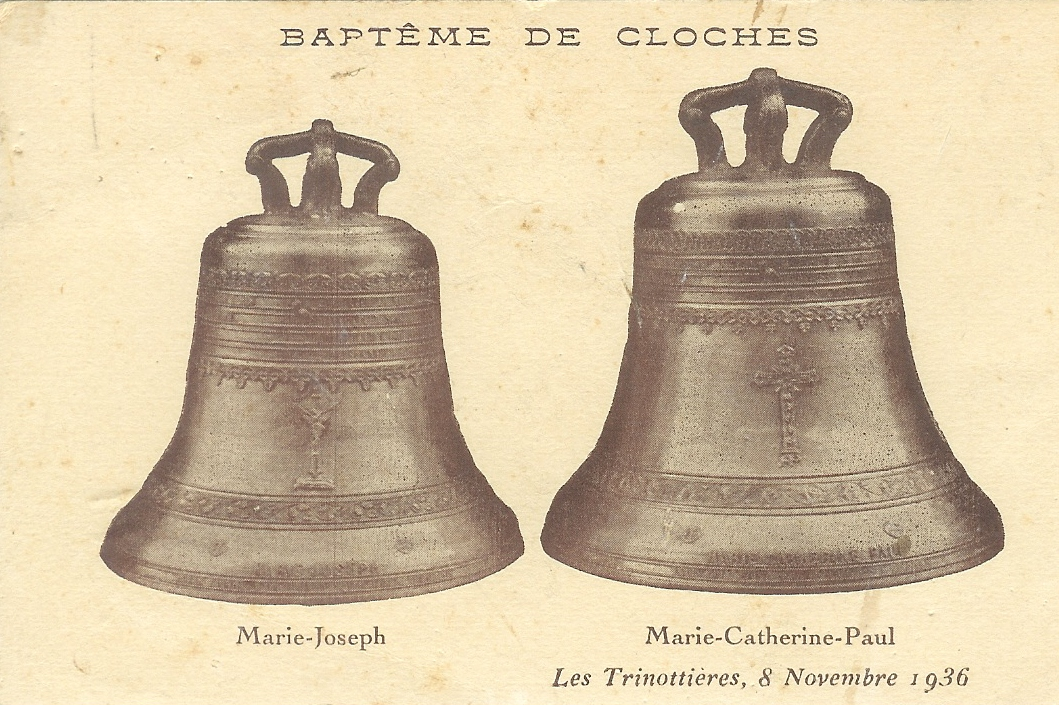
L'église Notre-Dame des Trinottières, paroisse Saint-Martin à Montreuil-sur-Loir, bénédiction des cloches en 1936.

- L'église paroissiale Saint-Aubin ;
- Le château de Montreuil.